# Elisabeth Pähtz
Elisabeth Pähtz (ur. 8 stycznia 1985 w Erfurcie) – niemiecka szachistka, posiadaczka tytułu arcymistrzyni (WGM) oraz męskiego tytułu arcymistrza (GM) od 2022 roku. Jest córką arcymistrza Thomasa Pähtza, który był także jej trenerem.

## Kariera szachowa
W wieku 12 lat zwyciężyła w mistrzostwach Niemiec juniorek do lat 20. W roku 1999 została najmłodszą w historii mistrzynią kraju kobiet. W 2002 zdobyła tytuł mistrzyni świata juniorek do lat 18, w 2004 w Koczin - srebrny medal na mistrzostwach świata do lat 20, zaś w 2005 w Stambule - tytuł mistrzyni świata w tej kategorii wiekowej. W 2007 zajęła II m-ce (za Zhao Xue) w silnie obsadzonym turnieju w Bad Homburgu.
Pięciokrotnie (2001, 2004, 2006, 2008, 2010) uczestniczyła w pucharowych turniejach o mistrzostwo świata kobiet, najlepsze wyniki osiągając w dwóch pierwszych startach, kiedy to awansowała do III rundy.
W latach 1998–2010 siedmiokrotnie (w tym 3 razy na I szachownicy) reprezentowała narodowe barwy na szachowych olimpiadach, natomiast pomiędzy 1999 a 2011 r. – siedmiokrotnie (w tym 5 razy na I szachownicy) na drużynowych mistrzostwach Europy, w 2001 r. zdobywając brązowy medal za indywidualny wynik na II szachownicy.
Najwyższy ranking w dotychczasowej karierze osiągnęła 1 lipca 2012 r., z wynikiem 2493 punktów zajmowała wówczas 18. miejsce na światowej liście FIDE, jednocześnie zajmując 1. miejsce wśród niemieckich szachistek.